# Loulan
Loulan (chinois traditionnel : 樓蘭 ; chinois simplifié : 楼兰 ; pinyin : Lóulán) également sous les noms de Krorän ou Kroraïna ou Krorayina est une ancienne cité et royaume, fondée au IIe siècle av. J.-C. dans une oasis sur la bordure nord-est du désert du Taklamakan, à environ 300 km au sud-sud-est de Tourfan. Située à proximité du Lop Nor, Loulan occupe une position stratégique sur la route de la soie, reliant l’Asie centrale à la Chine. Ce site sert non seulement de centre commercial, mais aussi de poste militaire.
Les origines de Loulan remontent aux migrations indo-européennes. Les momies du Tarim découvertes confirment un peuplement vers 1800 avant J.-C. par une population caucasoïde parlant une langue tokharienne. Loulan prospère à partir du IIe siècle av. J.-C. Sous la dynastie Han, la ville et son royaume deviennent un enjeu stratégique disputé entre les Chinois et les Xiongnu.
Intégrée comme protectorat de la dynastie Han, le royaume est rebaptisé Shanshan après l'assassinat de son roi en 77 avant J.-C. Le déclin de la ville commence au IVe siècle lorsque la rivière Tarim change de cours, provoquant l'assèchement du lac Lop Nor. La ville est redécouverte à la fin du XIXe siècle par l'explorateur Sven Hedin.

## Géographie
Les ruines de la ville de Loulan sont situées sur la rive occidentale du Lob Nor, à l'époque un lac, aujourd'hui entièrement submergé par le désert, dans le district de Ruoqiang de l'actuelle préfecture autonome mongole de Bayin'gholin (coordonnées approximatives 40° 31′ 39,48″ N, 89° 50′ 26,32″ E). Elles couvrent une superficie d'une dizaine d'hectares.

## Histoire

### Origine
Les origines de la cité remontent aux dernières vagues de migration indo-européenne de la culture Yamna. De nombreux corps momifiés datant du IIe siècle millénaire avant J.-C. sont retrouvés en grande quantité dans le bassin du Tarim et à proximité de Lob Nor. La population, de type caucasienne, y parle un dialecte tokharien, le koutchéen. Leur mode de vie est pastoral. Les momies du Tarim confirment un peuplement de la région aux environs de 1800 avant J.-C..

Au IIe siècle av. J.-C., Loulan domine la région autour du bassin du Tarim. Les preuves archéologiques suggèrent l’existence d’une culture sophistiquée ayant joué un rôle majeur dans le commerce entre l’Asie centrale et l’Inde et les prémices de la Route de la soie. Les marchands du Sud traversent des chaînes de montagnes telles que le Karakoram, l'Himalaya et l'Hindu Kush jusqu'au nord du désert du Taklamakan, vers d'importantes villes commerciales comme Loulan et sa rivale commerciale Niya. Ceci est démontré par des gravures sur des pierres le long de la route dans des écritures indiennes telles que Kharosti et Brahmi, tandis que l'on y trouve des représentations de Siddhartha Gautama (prouvant la propagation du bouddhisme le long de la route commerciale).

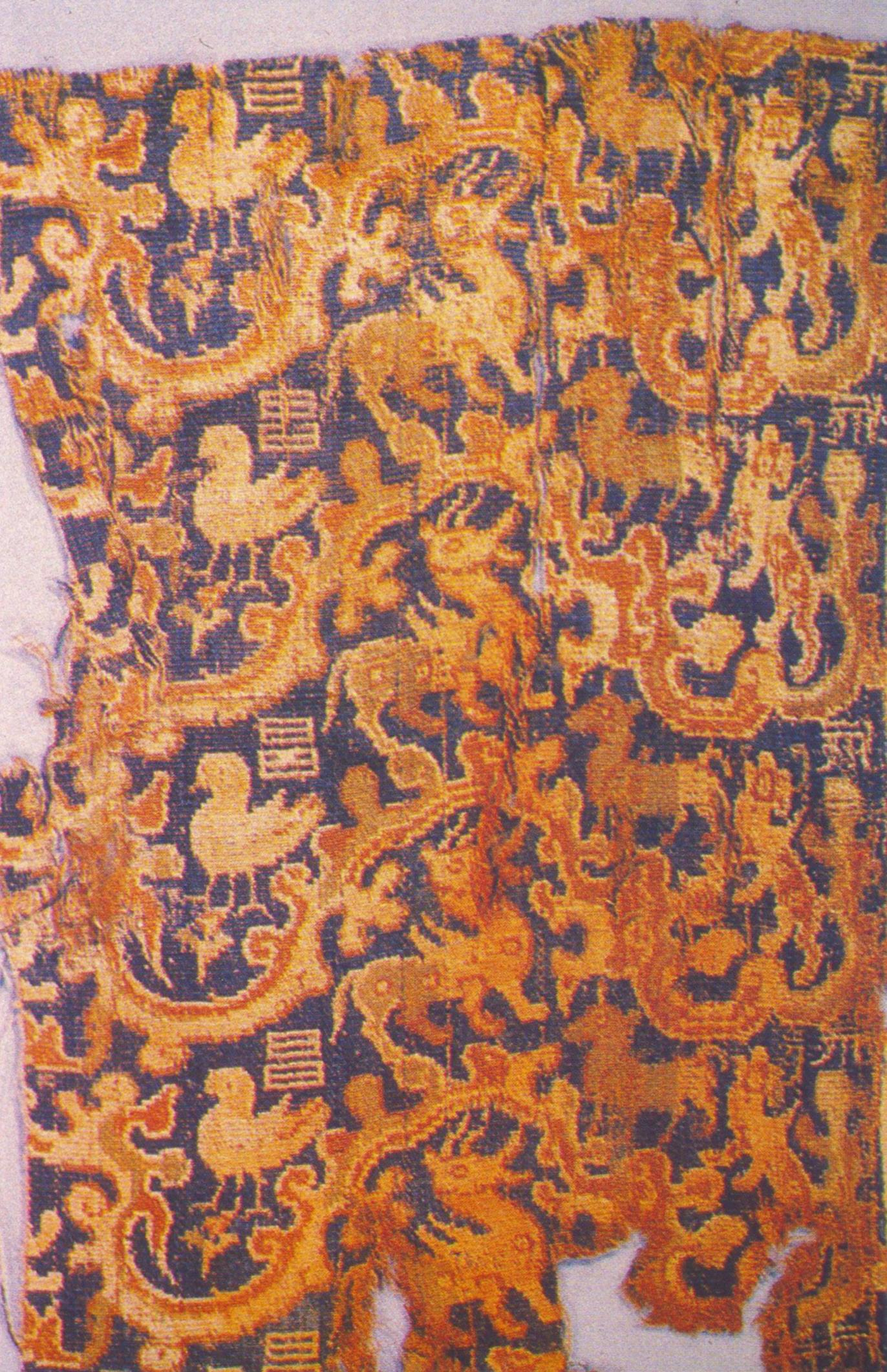
Un fragment de brocart du Sichuan découvert dans le royaume de Loulan

### Dynastie Han
Les interactions entre Loulan et la cour des Han sont décrits en détail dans le Livre des Han. La première mention contemporaine de Loulan, dans les archives chinoises, date de 126 av. J.-C. Une lettre du Chanyu des Xiongnu à l'empereur chinois, dans laquelle le Chanyu se vantait d'avoir conquis Loulan, ainsi que les Yuezhi, Wusun, Hujie (呼揭) et autres « 26 États voisins ». La même année, l'envoyé chinois Zhang Qian décrit Loulan comme une ville fortifiée près du grand lac salé ou marais connu sous le nom de Lop Nur.

À la fin du IIe siècle av. J.-C., Han Wudi étend ses contacts avec Dayuan (Fergana), à la suite des rapports de l'envoyé chinois, Zhang Qian. Cependant, selon des sources chinoises, les envoyés Han à Fergana sont attaqués sur la route par le royaume de Loulan et le royaume de Gushi (ou Jushi). Par conséquent, en 108 av. J.-C., il attaque la ville et son roi est capturé, après quoi Loulan accepta de payer un tribut à la Chine Han.

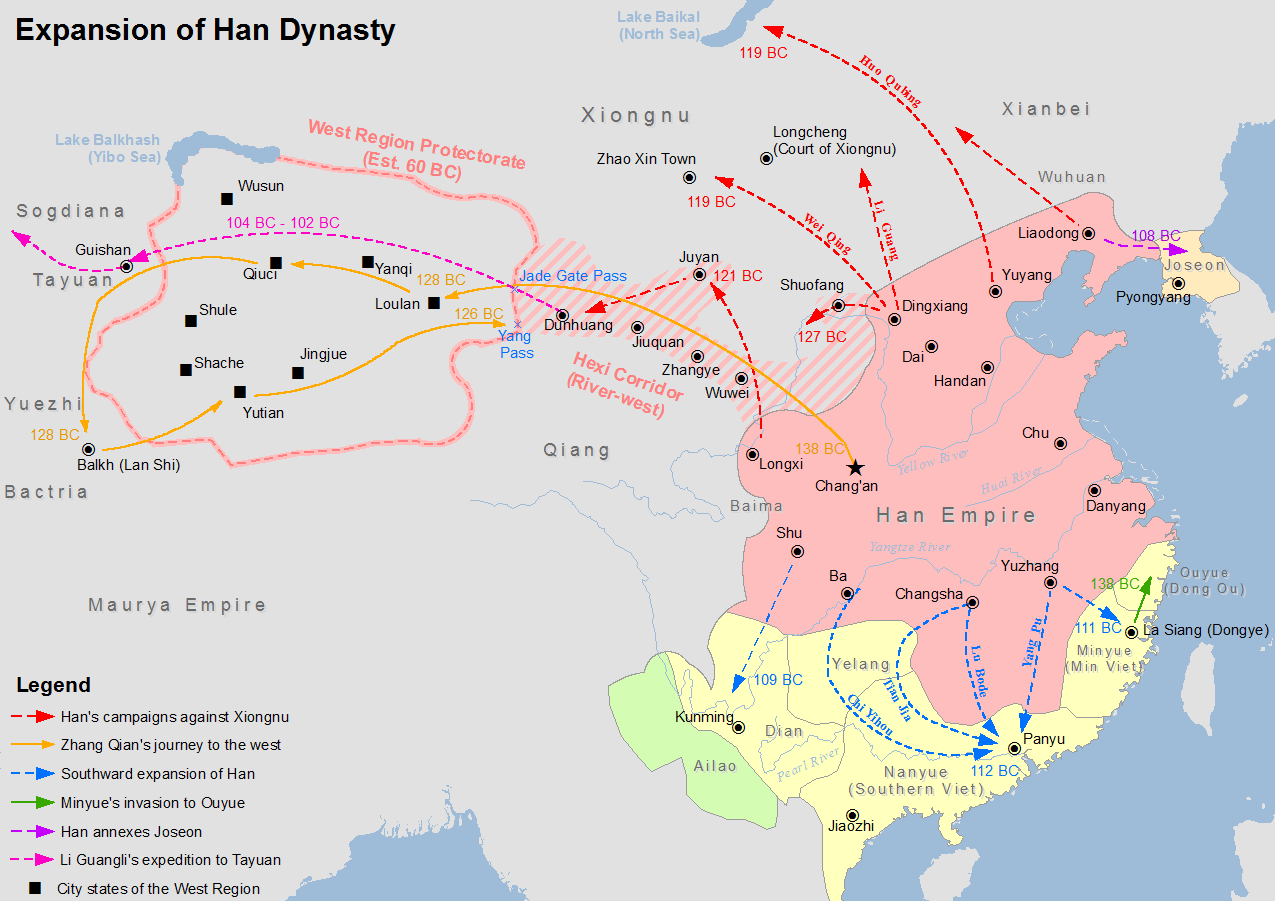
Krořän/Loulan et plusieurs autres royaumes oasis indo-européens en tant que Protectorat de la région occidentale des Han.

En 77 av. J.-C., après l'interception et le meurtre de plusieurs émissaires Han, une délégation chinoise se dirige afin d'assassiner le roi de Loulan. L'un des envoyés, Fu Jiezi, parvient à entrer dans la cité en prétendant transporter de la soie et des objets de valeur comme cadeaux pour le roi. Après avoir présenté les cadeaux, le groupe qui accompagne Fu Jiezi assassine le roi et coupe sa tête en annonçant avoir exécuté l'ordre de l'empereur Han Zhaodi. Alors que le frère cadet du roi assassiné, Weituqi (尉屠耆), lui succède, la cour Han resserre son emprise sur Loulan et oblige la cité à adopter un nouveau nom officiel, l'exonyme Shanshan.
En raison de sa position stratégique sur ce qui est devenu la principale route de la Chine vers l'Ouest, pendant la dynastie Han, son contrôle est régulièrement contesté entre les Chinois et les Xiongnu jusqu'au IIe siècle.

### Shanshan

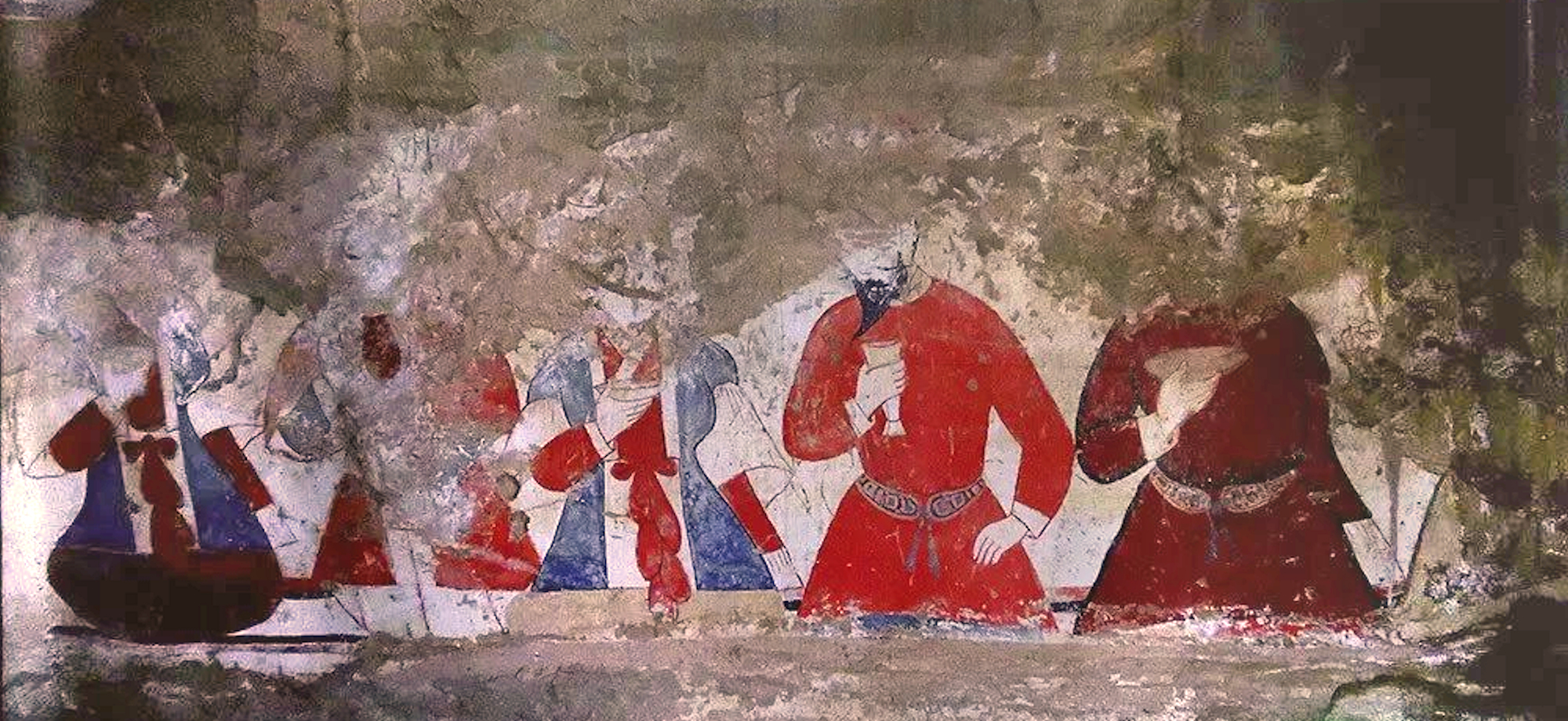
Peinture murale de la tombe de Loulan, 220-420 CE. Musée de Loulan

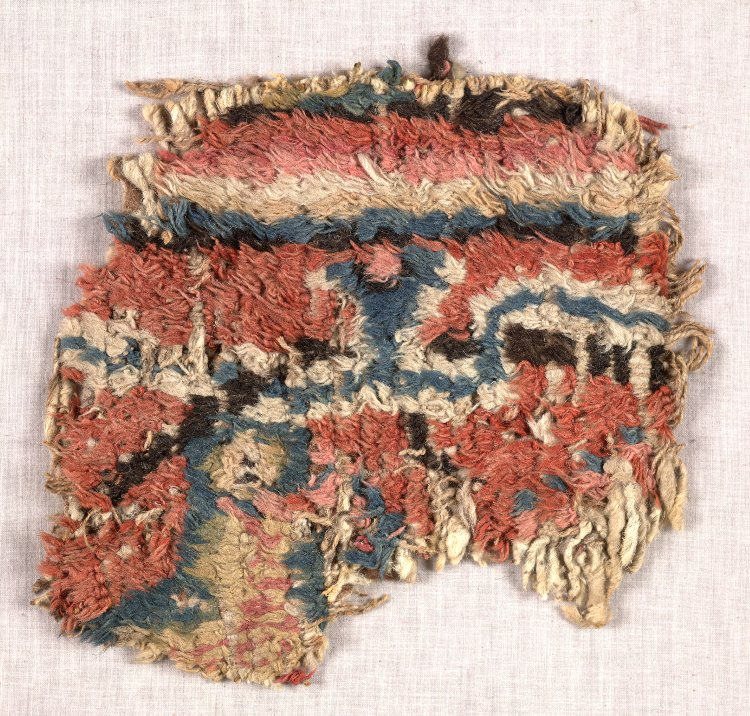
Fragment de tapis découvert par Aurel Stein dans une fosse à ordures à Loulan.

Le royaume renommé en Shanshan devient un État fantoche chinois ayant pour capitale Loulan. Le roi nouvellement installé, craignant les représailles des fils du roi assassiné, demande qu'un contingent de forces Han soit établi à Yixun. Des officiers de l'armée chinoise sont envoyés pour coloniser la région et un bureau de commandant est établi à Yixun.
La région reste sous contrôle chinois par intermittence, et lorsque la Chine est faible dans les régions occidentales, Loulan redevient indépendante. En 25 après J.-C., Loulan s'allie par exemple avec les Xiongnu contre les Han. En 73, l'officier de l'armée Han Ban Chao se rend avec un petit groupe de partisans à Shanshan, qui reçoit également une délégation des Xiongnu au même moment. Ban Chao tue les envoyés Xiongnu et présente leurs têtes au roi, après quoi le roi Guang de Shanshan renouvelle sa soumission à l'autorité Han. La préservation du contrôle de la première étape de la Route de la Soie par la Chine est importante. Vers 119, Ban Yong recommande qu'une colonie chinoise de 500 hommes soit établie à Loulan. Une colonie militaire est établie ultérieurement à Loulan par le général Suo Man. Il est rapporté qu'en 222, Shanshan envoie un tribut à la Chine et qu'en 283, le fils du roi est envoyé comme otage à la cour chinoise sous le règne de Sima Yan. Loulan est également mentionné comme un petit royaume dépendant de Shanshan dans le Livre de Wei du IIIe siècle, supposant une extension du contrôle local en un contrôle régional.

### Abandon
La ville de Loulan est abandonnée en 330, probablement en raison du manque d'eau lorsque la rivière Tarim, change de cours ; la garnison militaire est déplacée au sud jusqu'à Haitou. Le fort de Yingpan au nord-ouest reste sous contrôle chinois jusqu'à la dynastie Tang. Selon le Livre de Wei, le roi Bilong de Shanshan s'est enfui à Qiemo avec la moitié de ses compatriotes après une attaque de Juqu Anzhou en 442 ; ainsi, Shanshan est devenu gouverné par Qiemo. En 445, Shanshan se soumet aux Wei du Nord. À la fin du VIe siècle, la dynastie Sui rétablit la cité-État de Shanshan, sans réinvestir Loulan.

## Ethnologie

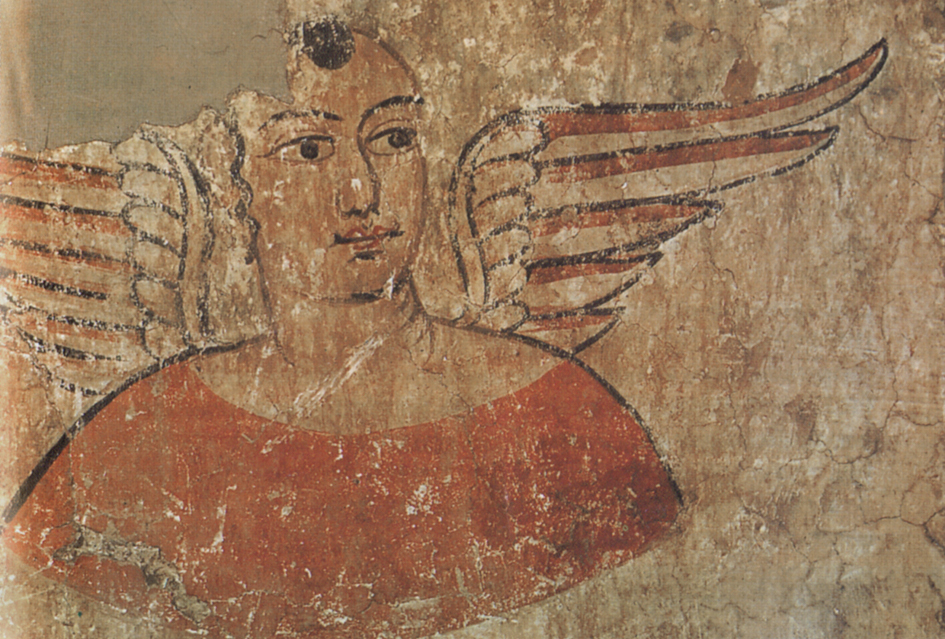
Figure masculine ailée, aux influences hellénistiques, issue des peintures murales signées Tita sur le site de Loulan à Miran (Xinjiang), IIIe siècle

On pense que les premiers habitants connus de Loulan sont un sous-groupe des Tokhariens, un peuple indo-européen du bassin du Tarim. Des fouilles à Loulan et dans les environs permettent de découvrir des momies de cette période, par exemple la « Beauté de Loulan » qui est découverte par des archéologues chinois en 1979-1980 à Qäwrighul (Gumugou). Les momies sont datées de 1800 avant J.-C . Les analyses génétiques et protéomiques des momies suggèrent cependant que la population locale est génétiquement isolée mais influencée par les pratiques des populations voisines.

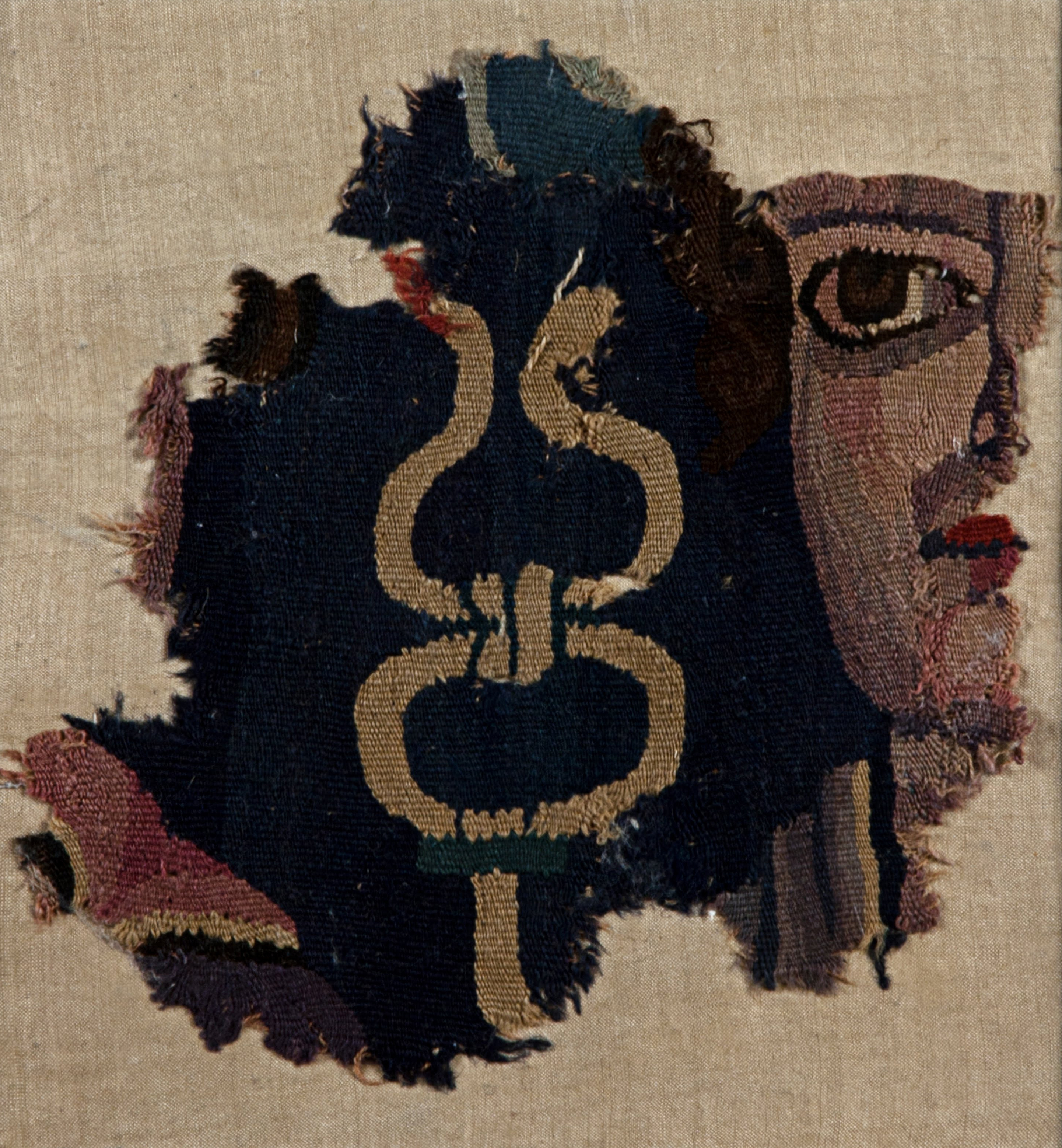
Visage masculin avec un caducée, 200–400 après J.-C. Le bâton évoque la divinité grecque Hermès.

La langue officielle trouvée dans les documents du IIIe siècle dans cette région est le Gandhari Prakrit écrit en écriture Kharosthi ; son utilisation à Loulan et ailleurs dans le bassin du Tarim est très probablement due à l'héritage culturel de l'Empire Kushan, et introduite par les migrants gandharans de l'Empire Kushan. On pense également que ces migrants du Gandhara introduisent le bouddhisme à Loulan. Bien que le gandhari soit utilisé comme langue administrative, certains mots généralement considérés comme d'origine tokharienne se retrouvent dans les documents, suggérant que les habitants parlent une langue appartenant au groupe des langues tokhariennes,. Cette langue originale de Loulan est appelée krorainique ou tokharien C, en raison de sa parenté avec les deux autres langues tokhariennes. Il est partiellement reconstitué à partir d'environ 100 emprunts et de plus d'un millier de noms propres utilisés dans ces documents Prakrit. En 2018, des documents de Loulan écrits en tokharien C sont publiés, indiquant une relation avec le tokharien A et B, mais la transcription des textes dans cette étude est rejetée par d'autres chercheurs,.
Le nom indigène de Loulan est « Kroraina » ou « Krorän »,, écrit en chinois comme Loulan 樓蘭 ( *glu-glân dans la prononciation reconstituée de la dynastie Han, une approximation de Krorän). Des siècles plus tard, en 664, le moine bouddhiste chinois Xuanzang, de l'époque des Tang, mentionne un lieu à Loulan appelé « Nafupo » (納縛溥), qui, selon Hisao Matsuda, est une translittération du mot sogdien Navapa qui signifie « nouvelle eau ». Les Sogdiens, un peuple iranien oriental, maintiennent des communautés minoritaires dans divers endroits de la Chine à l'époque, en particulier à Dunhuang dans le Gansu et à Turfan dans le bassin du Tarim,. Des documents découverts à Loulan montrent que les Sogdiens sont présents dans la région en 313 de notre ère, ainsi que des Chinois Han et des Tibétains, indiquant une population ethniquement diversifiée à Loulan.

## Découvertes archéologiques

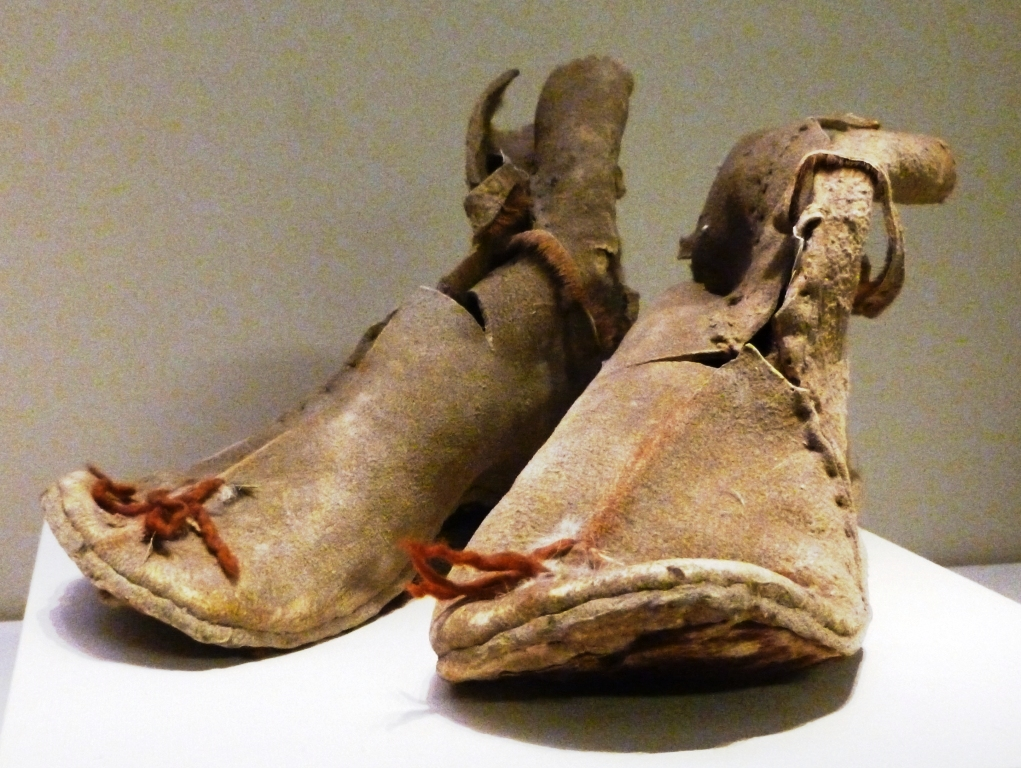
Bottes de peau de bœuf de Loulan dynastie Han 220 BCE-8 CE.

### Sven Hedin
La cité en ruine de Loulan est découverte par Sven Hedin qui fouille quelques maisons et trouve une tablette en bois avec des inscriptions en Kharosthi et de nombreux manuscrits chinois de la dynastie des Jin occidentaux, qui indiquent que la région est appelée « Krorän » par les habitants de Kharosthi mais est nommée sous le nom de « Lou-lan » en chinois,. Hedin suggère qu'un changement dans le cours de la rivière Tarim entraîne l'assèchement de Lop Nur et pourrait être la raison pour laquelle Loulan est abandonnée.

### Aurel Stein

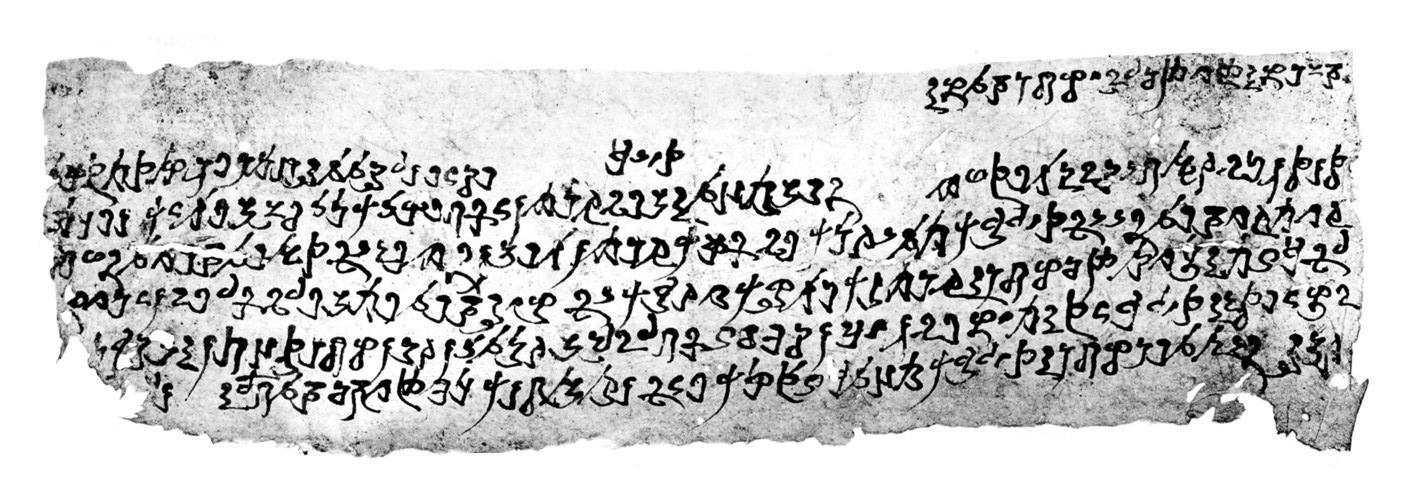
Document Kharosthi trouvé à Loulan par Aurel Stein

Aurel Stein effectue de nouvelles fouilles en 1906 et 1914 autour de l'ancien lac de Lop Nur et identifie de nombreux sites dans la région. Il désigne ces sites par la lettre L (pour Loulan), suivie d'une lettre de l'alphabet (A à T) attribuée dans l'ordre chronologique de visite des sites.

### Expédition archéologique chinoise, 1979-1980
En 1979 et 1980, trois expéditions archéologiques parrainées par la branche du Xinjiang de l'Académie chinoise des sciences sociales effectuent des fouilles à Loulan. Ils découvrent un canal à 5m de profondeur et 17m de large traversant Loulan du nord-ouest au sud-est, similaire aux techniques de karez observable dans le système hydraulique de Tourfan ; un stupa bouddhiste en forme de dôme en terre ; et une maison de 12,5m de long sur 8,5m de large, apparemment destinée à un fonctionnaire chinois, abritant 3 pièces et soutenue par des piliers en bois. Ils collectent 797 objets dans la région, dont des récipients en bois, des objets en bronze, des bijoux et des pièces de monnaie, ainsi que des outils en pierre mésolithiques .